# Jesús Zavala
Jesus Zavala Esparza (Guadalajara, 16 de setembro de 1991) é um ator e cantor mexicano.

## Biografia
No ano de 2002 foi selecionado entre 38,000 crianças para ser um dos 40 participantes de primeira edição do Reality Show Musical Código F.A.M.A. produzido por Rosy Ocampo. Após 5 semanas ficou entre os 8 finalistas. Em suas apresentações cantou as músicas Fiesta en America e Somos dos.
Em 2003, devido a participação no Código Fama, foi selecionado para interpretar seu primeiro papel na novela Alegrifes e Rabujos. Seu personagem foi antagonista e se chamava Estevão. Na novela formou um grupo musical e se apresentaram por vários lugares da República Mexicana.
No próximo ano, em 2004, teve seu segundo papel na Tv, desta vez com o personagem Chaneque, na primeira novela interativa produzida pela Televisa, "Mission S.O.S. (Missão S.O.S.). Também se apresentou por vários lugares do México.
No ano de 2005, participou da telenovela Pablo y Andrea, com o personagem de Nicolás ao lado de Danna Paola. Essa foi a primeira novela em que ele participou que não foi produzida por Rosy Ocampo. Alem disso teve uma participação no cd da novela.
Em 2006, junto com outros companheiros de Codigo F.A.M.A, formaram a Tardeada de Las Estrellas (Tarde das Estrelas), e se apresentaram em várias cidades. O grupo chegou ao fim no mesmo ano.
Em 2007, junto com Martha Sabrina, assumiu o comando do programa de rádio Señal Tn, no qual vem conduzindo até atualmente.
Em 2008, Participa do elenco da telenovela , Querida Enemiga, no papel do bad boy, Ivan de la cruz.
Em 2009, e convidado para intregrar o elenco de Atrévete a Soñar, remake de Patito Feo telenovela argentina, no papel de Roger.
Ainda em 2009 no filme "Cabeza de Buda" fez o papel de um garoto chamado Jesus.

## Filmografia

### Televisão
- 2018 - "La Balada de Hugo Sánchez" - Hugo Sánchez
- 2015-2019 - Club de Cuervos - Hugo Sánchez
- 2015 - Como dice el dicho - Beto
- 2011 - Esperanza del corazón - Hugo Martínez
- 2009 - Atrévete a Soñar - Roger
- 2008 - Querida Enemiga - Ivan de la cruz
- 2005 - Pablo y Andrea - Nicolás Padilla
- 2004 - Misión S.O.S. aventura y amor - Chaneque
- 2003 - Alegrifes e Rabujos - Esteban Domínguez
- 2006 - Mujer, casos de la vida real

### Programas
- All Inclusive (Todo Incluido)
- Código F.A.M.A.
- Nuestra Casa
- El Club
- 'Hoy

### Cinema
- Obediencia perfecta (2014)
- All Inclusive (2008) - Andrés
- SPAM (2009)
- Cabeza de Buda (2010) - Jesús
- Sexo, amor y otras perversiones, segunda parte (2008) - Elías
- Malaventura (2015) - Damián
- Cómplices (2016) - Mauricio

### Teatro
- Alegrijes y rebujos (concertos, 2003)
- Misión SOS (concertos, 2004)
- La tardeada de las estrellas (concertos, 2006)
- Atrévete a soñar (concertos, Auditório Nacional. 2009)
- Amor sincero (Musical 2012)
- Mentiras de verdad (2015)
- Juegos de poder de Beau Willimon (2016) ... como Ben

## Discografia Código F.A.M.A.
- Código F.A.M.A. - Plataforma 5 - CD
- Código F.A.M.A. - Plataforma 4 - CD
- Código F.A.M.A. - Plataforma 3 - CD
- Código F.A.M.A. - Plataforma 2 - CD
- Código F.A.M.A. - Plataforma 1 - CD
- Disco Alegrije
- Disco Rebujo
- Mission S.O.S.
- Pablo y Andrea

## Ligações Externas
- Jésus Zavala. no IMDb.
- Jesús Zavala no X